# Mis
Il Mis è un torrente che scorre prevalentemente in provincia di Belluno. Nasce presso il Passo Cereda, in Trentino, ai piedi delle Pale di San Martino (comune di Sagron Mis).
Scorre poi verso sud percorrendo il Parco nazionale delle Dolomiti Bellunesi, scavando una stretta vallata detta canale del Mis. Poco prima di Sospirolo, alla fine del canale, forma il lago del Mis. Si getta infine nel Cordevole all'altezza di Oregne, sempre in comune di Sospirolo.
Dal corso d'acqua prendono nome due paesi, l'uno in Trentino, capoluogo di Sagron Mis, l'altro in provincia di Belluno, frazione di Sospirolo.
Nella parte inferiore del suo corso, a valle del lago, viene praticato il canottaggio.